# Kasholm
Kasholm est une île norvégienne dans le comté de Hordaland. Elle appartient administrativement à Litlakalsøy.

## Géographie
Rocheuse et couverte d'une légère végétation, pratiquement à fleur d'eau, elle s'étend sur environ 89 m de longueur pour une largeur approximative de 59 m. 